# Gouvernement Adolphe Thiers (2)
Pour les articles homonymes, voir Gouvernement Adolphe Thiers.
Monarchie de Juillet
Gouvernement Jean-de-Dieu Soult II Gouvernement Jean-de-Dieu Soult III
Le deuxième ministère Thiers, quatorzième ministère de la monarchie de Juillet, est constitué le 1er mars 1840. Il comprend 9 ministres sous la présidence d'Adolphe Thiers. Il reste en place jusqu'au 29 octobre 1840.

## Constitution
La composition précise de la majorité qui a renversé le deuxième ministère Soult ne peut être connue puisque le vote a eu lieu au scrutin secret. Guizot ayant été nommé ambassadeur à Londres, c'est Thiers qui s'impose au parlement. C'est donc tout naturellement que Louis-Philippe Ier va faire appel à lui, malgré sa répugnance.
Thiers feint d'abord de vouloir laisser la présidence au maréchal Soult ou au duc de Broglie, mais l'un et l'autre refusent, et quand le roi suggère le nom de Molé, c'est Thiers qui refuse et accepte alors de « se dévouer ».
Il est à ce moment en froid avec les principales figures du centre gauche, reprochant à Dufaure et à Passy leur participation au deuxième ministère Soult, et à Sauzet de l'avoir battu à la présidence de la Chambre des députés. Il constitue donc son équipe en s'entourant d'hommes de second plan, ce qui lui convient au demeurant parfaitement, car il pourra ainsi gouverner en maître et, pense-t-il, déployer son talent dans toute son étendue.
Thiers se réserve les Affaires étrangères et fait entrer Charles de Rémusat à l'Intérieur, Alexandre-François Vivien à la Justice, le général Despans-Cubières à la Guerre, Joseph Pelet de la Lozère aux Finances, l'amiral Roussin à la Marine, Victor Cousin à l'Instruction publique, Alexandre Goüin à l'Agriculture et au Commerce et Hippolyte François Jaubert, beau-frère de Duvergier de Hauranne, aux Travaux publics. Dans cette équipe, seuls Pelet de la Lozère et Despans-Cubières ont déjà été ministres, et encore brièvement. La moyenne d'âge du ministère est de 47 ans, ce qui fait dire à Thiers qu'il a composé un cabinet de « jeunes gens ».
Louis-Philippe prend la situation comme une humiliation : « Je signerai demain mon humiliation », écrit-il le 28 février au comte Duchâtel. Et à propos du choix du ministre des Finances, il dit : « Cela ne fera pas de difficulté ; que M. Thiers me présente, s'il veut, un huissier du ministère. Je suis résigné. »
Le ministère est bien accueilli par la Chambre qui, lors du débat sur les fonds secrets engagé le 24 mars, lui accorde 246 boules blanches contre 160 boules noires.

## Composition
Nominations du 1er mars 1840

### Présidence du Conseil
| Fonction                           | Image | Nom            |
| ---------------------------------- | ----- | -------------- |
| Président du Conseil des ministres |       | Adolphe Thiers |

### Ministères
| Fonction                                 | Image | Nom                              |
| ---------------------------------------- | ----- | -------------------------------- |
| Ministre des Affaires étrangères         |       | Adolphe Thiers                   |
| Ministre de l’Intérieur                  |       | Charles, comte de Rémusat        |
| Ministre de la Justice et des Cultes     |       | Alexandre-François Vivien        |
| Ministre de la Guerre                    |       | Amédée Despans-Cubières          |
| Ministre des Finances                    |       | Joseph, comte Pelet de la Lozère |
| Ministre de la Marine et des Colonies    |       | Albin Roussin                    |
| Ministre de l'Instruction publique       |       | Victor Cousin                    |
| Ministre des Travaux publics             |       | Hippolyte François Jaubert       |
| Ministre du Commerce et de l'Agriculture |       | Alexandre Goüin                  |

### Sous-secrétariats d’État
| Fonction                                              | Image | Nom                                           |
| ----------------------------------------------------- | ----- | --------------------------------------------- |
| Sous-secrétaire d’État à l’Intérieur                  |       | Léon de Mallevile (nomination du 2 mars 1840) |
| Sous-secrétaire d'État à l'Agriculture et au Commerce |       | Adolphe Billault (nomination du 3 mars 1840)  |

## Fin
Le 29 octobre 1840, Rémusat présente au Conseil des ministres le projet de discours du Trône préparé par Hippolyte Passy que Louis-Philippe doit lire à l'ouverture de la session parlementaire. Le roi le repousse, jugeant certaines formules trop belliqueuses et révolutionnaires. Le cabinet présente aussitôt sa démission, que Louis-Philippe accepte. Le lendemain, il fait venir à Paris Soult et Guizot.

### Sources
- Guy Antonetti, Louis-Philippe, Paris, Fayard, 1994 -  (ISBN 2-213-59222-5)
- Benoît Yvert (dir.), Premiers ministres et présidents du Conseil depuis 1815. Histoire et dictionnaire raisonné, Paris, Perrin, 2002 -  (ISBN 2-262-01354-3)